# Дендрологічний парк (м. Золотоноша)
Дендрологі́чний парк — парк-пам'ятка садово-паркового мистецтва місцевого значення в Україні. Розташований на території міста Золотоноша Черкаської області, при вулицях Парковій та Барабашівській. 
Площа — 8,7 га. Статус отриманий у 1972 році. Перебуває у віданні: Золотоніська санаторна школа-інтернат.

## Галерея

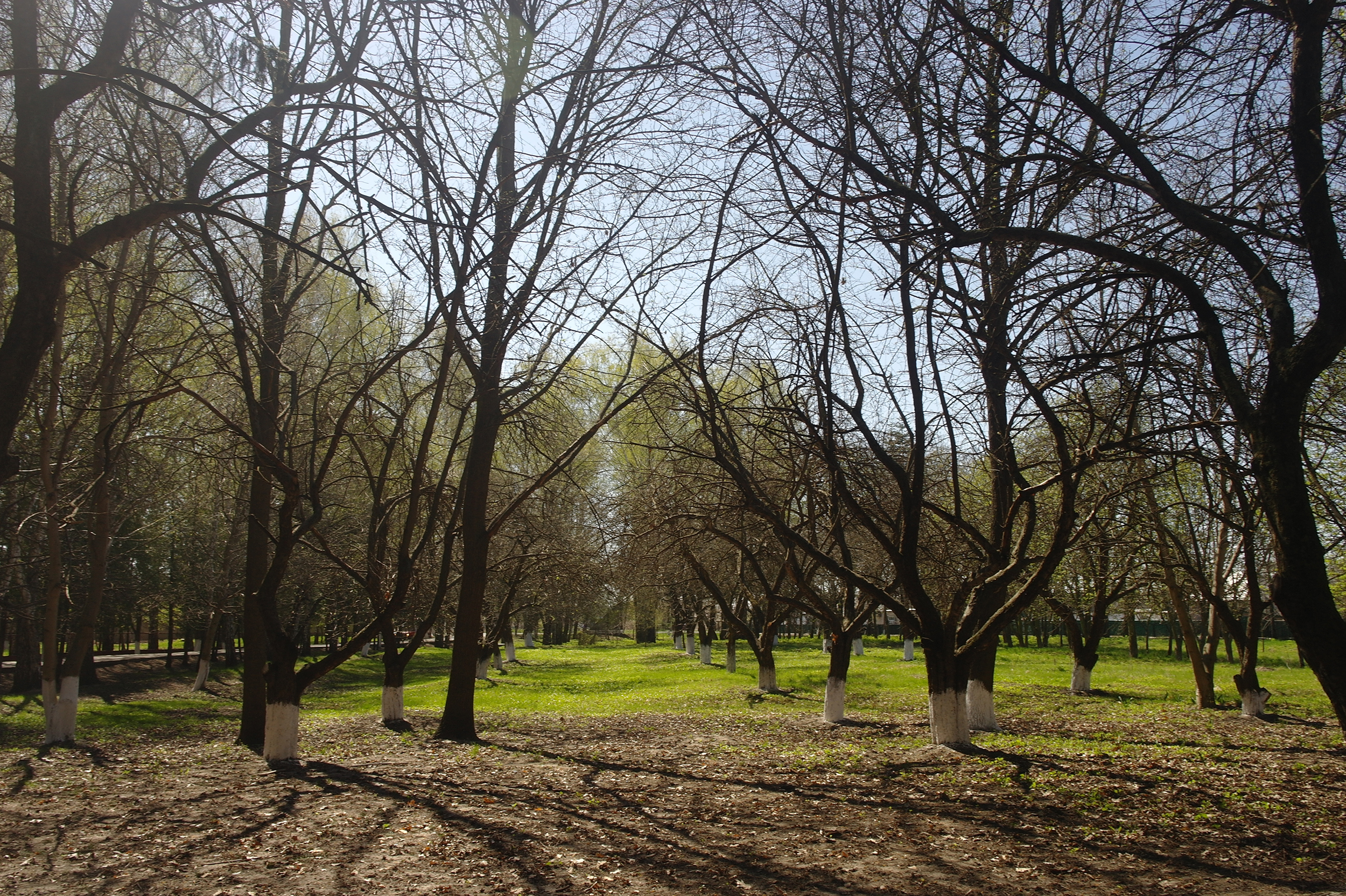
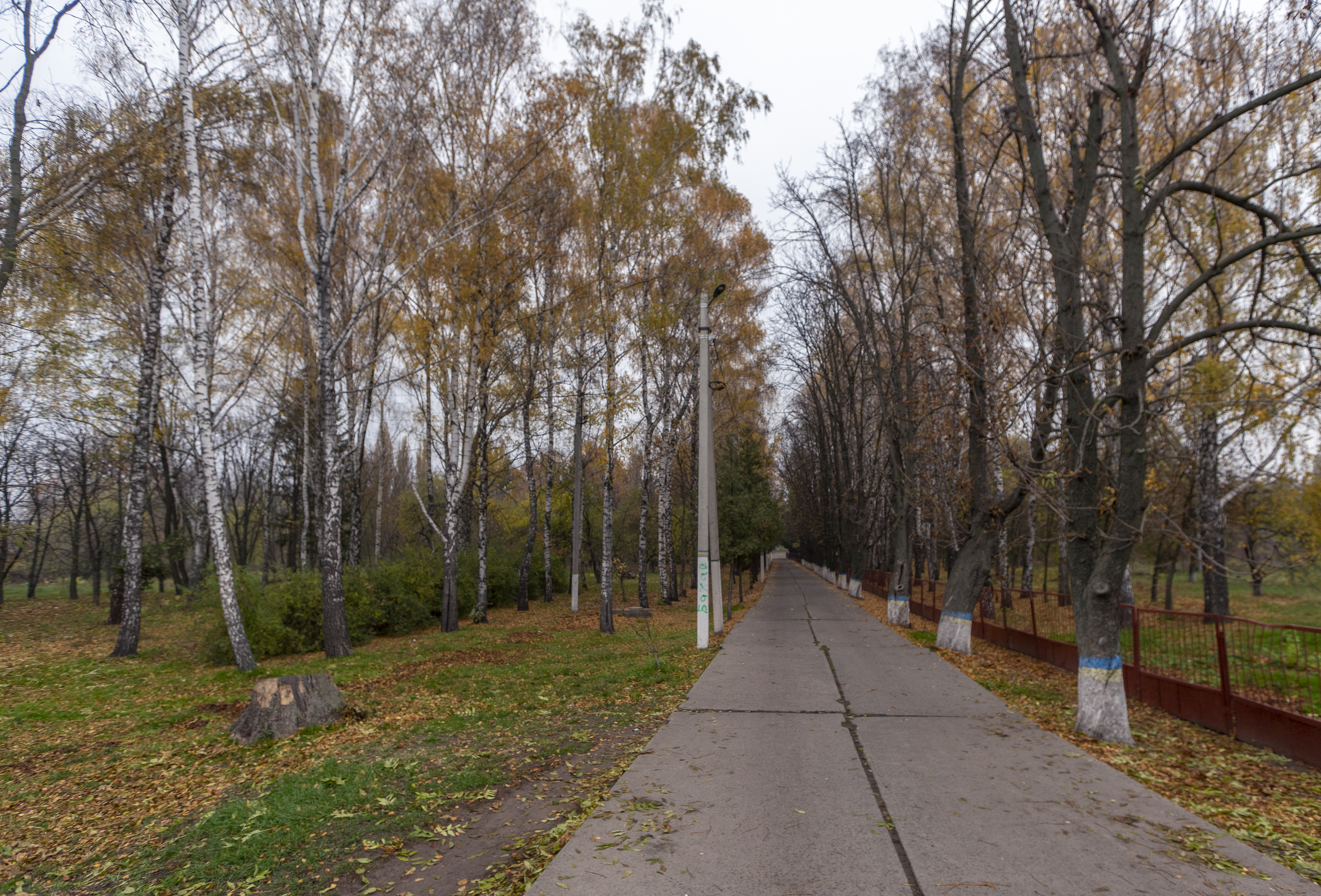
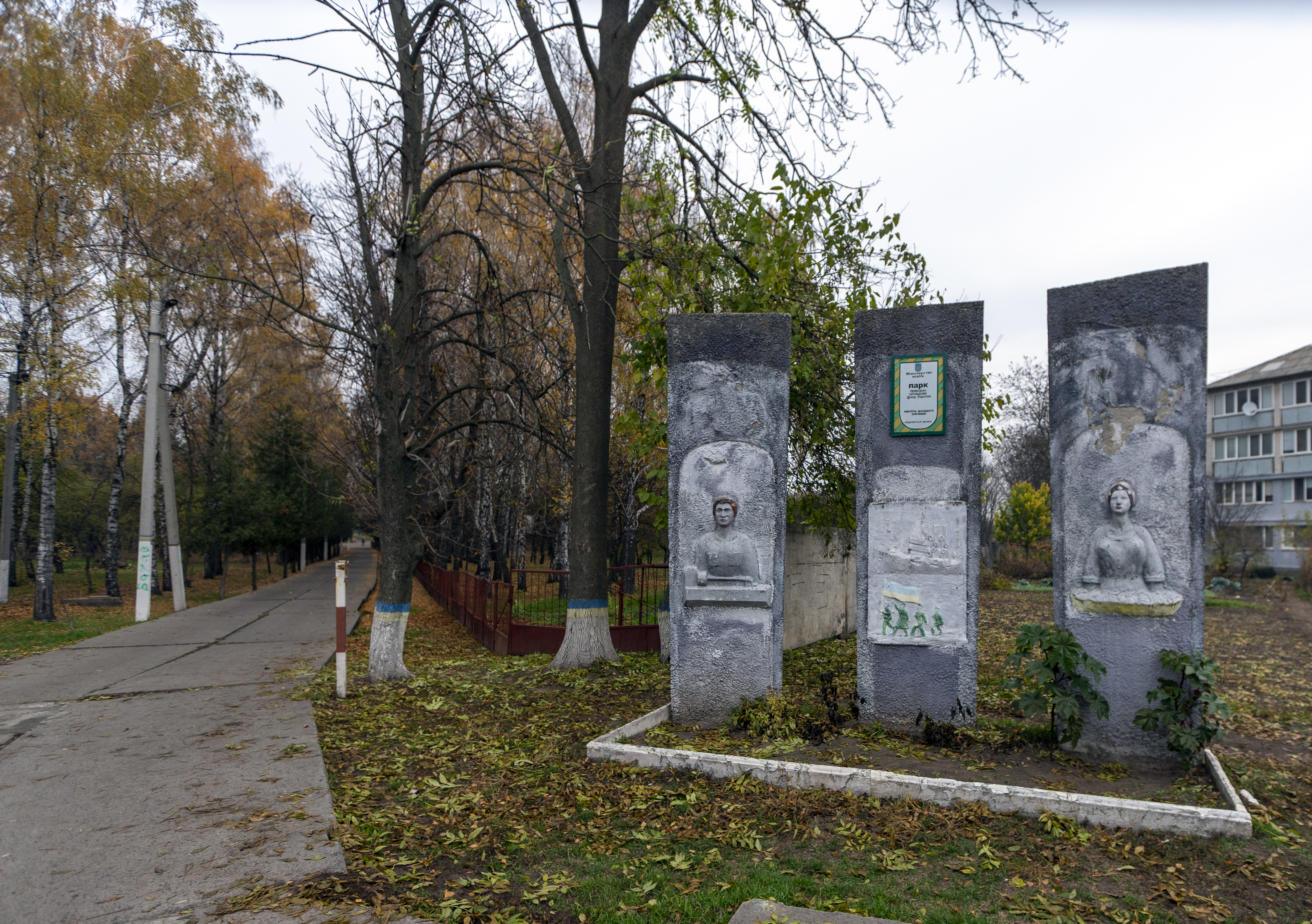
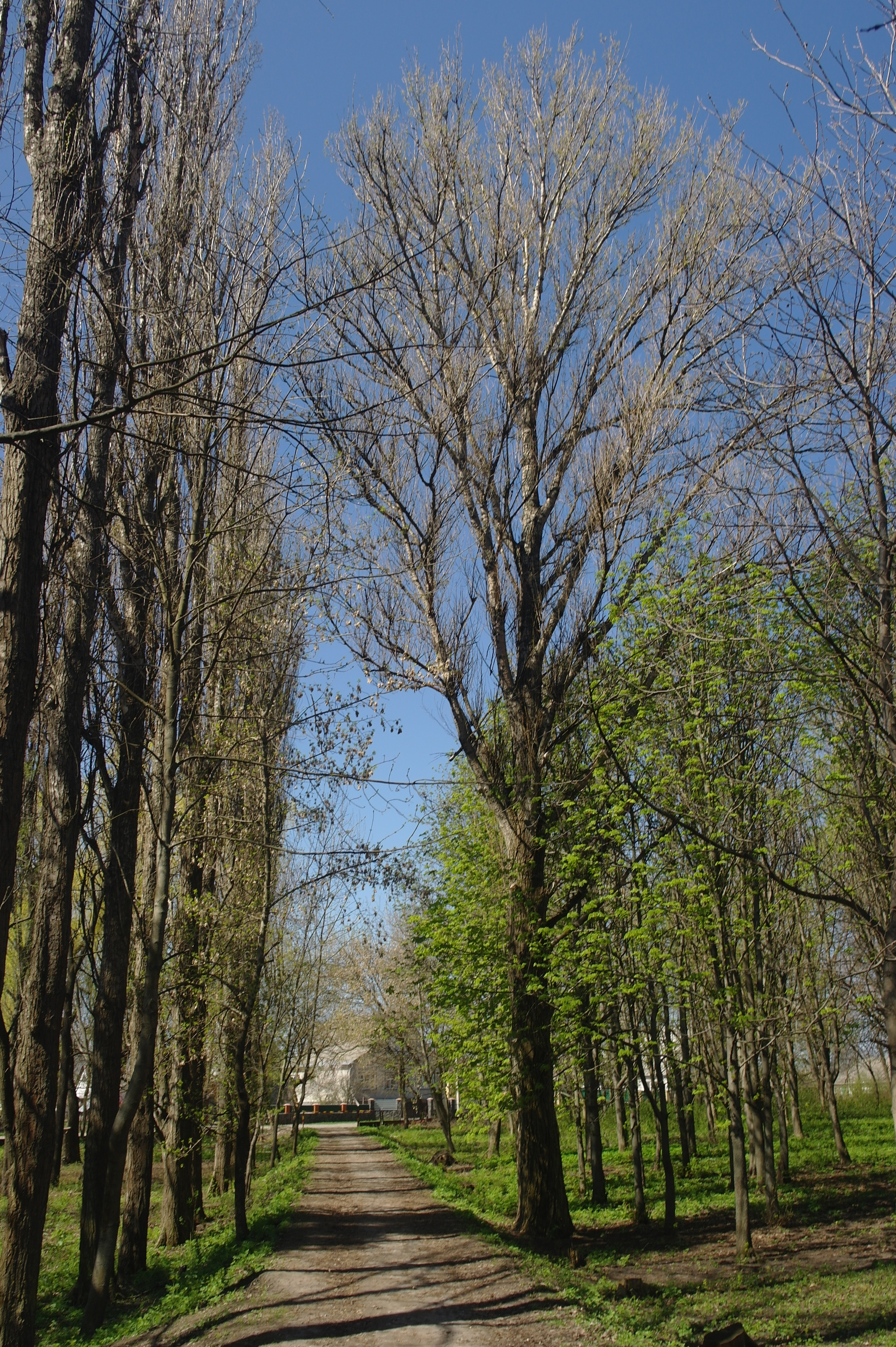